# Satara (distrikt)

Distriktets läge i Maharashtra.

Satara är ett distrikt i delstaten Maharashtra i västra Indien. Befolkningen uppgick till 2 808 994 invånare vid folkräkningen 2001, på en yta av 10 480 kvadratkilometer. Den administrativa huvudorten är Satara.
Vasallstaten Satara, som på sin tid omfattade ett område större än det nutida distriktet, annekterades av britterna 1848 i enlighet med regeln om doctrine of lapse.

## Administrativ indelning
Distriktets är indelat i elva tehsil (en kommunliknande enhet):
- Jaoli
- Karad
- Khandala
- Khatav
- Koregaon
- Mahabaleshwar
- Man
- Patan
- Phaltan
- Satara
- Wai

## Städer
Distriktets städer är Satara, distriktets huvudort, samt:
- Godoli, Karad, Karanje Turf Satara, Khed, Kodoli, Mahabaleshwar, Mhaswad, Panchgani, Patan, Phaltan, Rahimatpur, Shirwal, Vanvadi och Wai